# 六麻镇
六麻镇，是中华人民共和国广西壮族自治区玉林市北流市下辖的一个乡镇级行政单位。

## 行政区划
六麻镇下辖以下地区：
六麻社区、六麻村、经龙村、里凤村、兆贡村、升平村、六楼村、达和村、南山村、六学村、端寨村、三和村、石玉村、上合村、旺坡村、新平村、大旺村、六寨村、合水村和六美村。